# The Last Detail
The Last Detail (bra: A Última Missão; prt: O Último Dever) é um filme americano de 1973, uma comédia dramática dirigida por Hal Ashby, com roteiro de Robert Towne baseado no romance The Last Detail, de Daryl Ponicsan.

## Sinopse
Dois veteranos da Marinha recebem a missão de conduzir o jovem marujo delinquente à prisão, mas eles acabam fazendo amizade com o meliante.

## Elenco
- Jack Nicholson .... Buddusky
- Otis Young .... Mulhall
- Randy Quaid .... Laurence M. "Larry" Meadows
- Clifton James
- Carol Kane .... jovem prostituta
- Michael Moriarty .... oficial da marinha
- Nancy Allen .... Nancy
- Gilda Radner .... budista
- Jim Hohn .... budista
- Luana Anders .... Donna

## Prêmios e indicações
| Prêmio                  | Categoria                         | Recipiente           | Resultado |
| ----------------------- | --------------------------------- | -------------------- | --------- |
| Globo de Ouro 1974      | Melhor ator - drama               | Jack Nicholson       | Indicado  |
| Globo de Ouro 1974      | Melhor ator coadjuvante           | Randy Quaid          | Indicado  |
| Oscar 1974              | Melhor ator                       | Jack Nicholson       | Indicado  |
| Oscar 1974              | Melhor ator coadjuvante           | Randy Quaid          | Indicado  |
| Oscar 1974              | Melhor roteiro adaptado           | Robert Towne         | Indicado  |
| BAFTA 1975              | Melhor filme                      | Gerald Ayres (prod.) | Indicado  |
| BAFTA 1975              | Melhor ator                       | Jack Nicholson       | Venceu    |
| BAFTA 1975              | Melhor ator coadjuvante           | Randy Quaid          | Indicado  |
| BAFTA 1975              | Melhor roteiro adaptado           | Robert Towne         | Venceu    |
| Festival de Cannes 1974 | Palma de Ouro (melhor filme)      | Gerald Ayres (prod.) | Indicado  |
| Festival de Cannes 1974 | Prêmio de interpretação masculina | Jack Nicholson       | Venceu    |